# Burns’ Heir
«Burns’ Heir» (с англ. — «Наследник Бёрнса») — восемнадцатый эпизод пятого сезона мультсериала «Симпсоны». Премьерный показ состоялся 14 апреля 1994 года.

## Сюжет
Монтгомери Бёрнс чувствует, что уже не молод, и хочет найти наследника — ребёнка, которому он мог бы завещать своё состояние. Однако конкурс, проведённый у него дома, показывает, что никто из претендентов не достоин быть наследником.
Один из провалившихся конкурсантов — Барт Симпсон. Оскорблённый выходками Бёрнса, он начинает дебоширить в его поместье — бить окна, ломать статуи и т. д. Бёрнс взирает на это с умилением. Чувствуя, что Барт идеально похож на него самого в молодости, он делает Барта своим наследником.
После подписания Бернсом завещания Мардж просит сына изредка наведываться к Бёрнсу в гости. Когда Барт приходит к Бёрнсу, тот начинает всячески баловать его, исполнять все его желания, настраивать против родителей. Впоследствии, Барт отказывается возвращаться к Симпсонам. Мардж и Гомер пытаются вернуть сына при помощи суда, но это приводит лишь к тому, что Бёрнса признают «биологическим отцом» Барта.
Когда Барт становится одиноким и хочет вернуться домой, Бернс обманом заставляет его думать, что его семья больше не любит его, ставя фальшивое видео с актёрами, изображающими Симпсонов. Барт решает, что Бернс — его настоящий отец, и они празднуют случай, увольняя сотрудников Спрингфилдской атомной электростанции, бросая их в люк. Ленни — первый сотрудник, постигший такую судьбу. Когда Гомер входит в офис, Бернс пытается полностью разорвать семейные узы Барта, заставляя мальчика уволить Гомера. Однако, вместо этого Барт «увольняет» Бёрнса, бросив его в люк (Смитерс тоже прыгнул за ним, крича ему что он должен упасть на Ленни чтобы не разбиться). Барт переезжает домой, осознав, что любит свою семью.

## Культурные отсылки
- Психиатр «перепрограммирует» Ганса (вместо Барта) на любовь к семье за дверью с номером 101 — подобно пыткам в комнате 101 в романе 1984.